# Isabel Lamon
Isabel Lamon (diciembre de 1898 – 1958), también conocida como Isabel Baring, fue una actriz de cine mudo estadounidense. Entre sus muchos papeles, interpretó a Meg March en la segunda adaptación cinematográfica de Little Women, de Louisa May Alcott.

## Primeros años
Isabel Lamon nació en Chicago, hija de Lauren G. Lamon y Mathilde Hoffelt. Su madre era más conocida como la actriz de cine mudo Mathilde Baring, de Luisiana.[cita requerida]

## Carrera
Lamon apareció en más de 30 cortometrajes mudos entre 1911 y 1918, entre ellos The Scandal Mongers (1911), Unmerited Shame (1912), It Pays to be Kind (1912), The Legend of Sleepy Hollow (1912), Saved from the Titanic (1912), The Holy City (1912), A Double Misunderstanding (1912), That Loving Man (1912), Wanted a Wife in a Hurry (1912), Robin Hood (1912), Dolls (1912), The Passing Parade (1912), The Lucky Loser (1912), A Choice by Accident (1912), Caprice of Fortune (1912), Making Uncle Jealous (1912), Just Out of College (1913), It Might Have Been (1913), Quarantined (1913), What's In a Name? (1913), Keeping Up Appearances (1913), The Miser (1913), The Higher Duty (1913), The Supreme Sacrifice (1913), Jane's Waterloo (1913), For His Child's Sake (1913), Diamond Cut Diamond (1913), Through Many Trials (1913), Longing for Mother (1913), Violet Dare, Detective (1913), A Father's Love (1913), The Other Woman (1913), Dick's Turning (1913), The Wager (1913), The Strange Way (1913), The Exile (1913), The Matinee Girl (1918), The Face in the Dark (1918), y Mujercitas (1918). En ocho de sus películas, su madre también estuvo en el reparto.
En el teatro, Lamon apareció en producciones de Broadway, entre ellas Sam Houston (1906), cuando era niña, Forever After (1918–1919), The Advertising of Kate (1922), Aren't We All? (1924–1925), Love in the Tropics (1927), Gambling (1929), The Tavern (1930), The Song and Dance Man (1930), Just to Remind You (1931), y A Hat, A Coat, A Glove (1934). También apareció en The Gingham Girl (1923), The Butter and Egg Man, y The Honeymoon (1926), en el teatro de vodevil. Actuó en obras de teatro radiofónicas en la década de 1930.

## Vida personal
Isabel Lamon se casó con el compositor y dramaturgo William M. Hough; tuvieron una hija, Carol. Hough abandonó a Lamon en 1932, pero pasaron años de litigios antes de que se formalizara el divorcio en 1947. Isabel Lamon falleció en 1958, a los 59 años, en Nueva York. Su tumba se encuentra junto a la de su madre, en el Kensico Cemetery.[cita requerida]